# Lorena Velázquez
María Concepción Villar y Dondé, detta Lorena Velázquez (Città del Messico, 15 dicembre 1939 – Città del Messico, 11 aprile 2024), è stata un'attrice messicana.

## Biografia
Nata a Città del Messico il 15 dicembre 1939, ebbe una sorella minore, l'attrice Tere Velázquez, nata nel 1942. I genitori divorziarono quando Lorena e Tere erano ancora bambine. La madre ebbe poi una relazione con l'attore messicano Víctor Velázquez, del quale le ragazze decisero di assumere il cognome per farsi conoscere nel mondo cinematografico.
Lorena studiò danza e teatro presso la Scuola di Belle Arti, dove conobbe altri attori come Fernando Wagner e Clementina Otero. Incuriosita dal lavoro del compagno della madre, nel 1956 debuttò nel cinema, recitando in Caras nuevas, intraprendendo quindi la sua carriera negli anni finali della cosiddetta "epoca d'oro del cinema messicano". Nel 1957 partecipò nel film Un mundo nuevo recitando il ruolo della protagonista.
Negli anni '60 e '70 apparve in numerose pellicole, tra cui vari horror come Ellas también son rebeldes (1961), El rapto de las sabinas (1962), Santo contra las mujeres vampiro (1962), Estafa de amor (1970), Fray Don Juan (1970) e Mi amorcito de Suecia (1974).
Nei decenni successivi, grazie ai numerosi film ai quali partecipò, fu soprannominata la "regina dell'urlo". La sua ultima interpretazione fu nella telenovela del 2020 intitolata La mexicana y el güero.
Lorena Velázquez morì a Città del Messico l'11 aprile 2024, all'età di 84 anni. Il suo corpo venne poi cremato.

## Vita privata
Nel 1967 si sposò con Robert Taylor Morris, dal quale divorziò cinque anni dopo. Dopo qualche anno si risposò con Eduardo Novoa. Insieme ebbero un figlio. Dopo circa tredici anni l'attrice e Novoa divorziarono.

## Filmografia

### Cinema
- Caras nuevas (1956)
- ¡Viva la juventud! (1956)
- Un mundo nuevo (1957)
- Los tres bohemios (1957)
- La Diana cazadora (1957)
- Mi influyente mujer (1957)
- La odalisca n.º 13, regia di Fernando Cortés (1958)
- La cama de piedra (1958)
- Una señora movida (1959)
- La ley del más rápido (1959)
- El puma (1959)
- La vida de Agustín Lara, regia di Alejandro Galindo (1959)
- La ciudad sagrada (1959)
- Los milagros de San Martín de Porres (1959)
- ¡Yo sabia demasiado! (1960)
- Ladrón que roba a ladrón (1960)
- Dos criados malcriados (1960)
- Tin Tan y las modelos (1960)
- Dormitorio para señoritas (1960)
- A tiro limpio, regia di Francisco Pérez-Dolz (1960)
- La nave dei mostri (La nave de los monstruos), regia di Rogelio A. González (1960)
- Los tigres del desierto (1960)
- Jóvenes y rebeldes, regia di Julián Soler (1961)
- Ay Chabela...! (1961)
- Ellas también son rebeldes (1961)
- ¡En peligro de muerte! (1962)
- Santo contra las mujeres vampiro, regia di Alfonso Corona Blake (1962)
- Si yo fuera millonario (1962)
- Quiero morir en carnaval (1962)
- La pantera de Monte Escondido (1962)
- El rapto de las sabinas (1962)
- Santo contra los zombies (1962)
- Pecado (1962)
- Pilotos de la muerte, regia di Chano Urueta (1962)
- El malvado Carabel (1962)
- Martín Santos, el llanero (1962)
- Las bravuconas (1963)
- Entre bala y bala (1963)
- Las luchadoras contra el médico asesino (1963) - Gloria Venus
- Las luchadoras contra la momia (1964) - Gloria Venus
- La edad de piedra (1964) - Uga
- Un padre a todo máquina (1964)
- Un gallo con espolones (Operación ñongos) (1964)
- El escándalo (1964)
- Vuelve el Norteño (1964)
- Adorada enemiga (1965)
- Tintansón Cruzoe (1965)
- El hacha diabólica (1965)
- Los tres calaveras (1965)
- Las lobas del ring (1965)
- Diablos en el cielo (1965)
- El último cartucho (1965)
- Loco por ellas, regia di Manuel de la Pedrosa (1966)
- Tierra de violencia (1966)
- El tragabalas (1966)
- El planeta de las mujeres invasoras (1966)
- Las hijas de Elena (1967)
- Santo en Atacan las brujas (1968)
- Las infieles (1969)
- El campeón de la muerte (1969)
- Fray Don Juan, regia di René Cardona Jr. (1970)
- Estafa de amor (1970)
- Caín, Abel y el otro (1971)
- Los desalmados (1971)
- Ya somos hombres (1971)
- El tesoro de Morgan, regia di Zacarías Gómez Urquiza (1971)
- La inocente (1972)
- Los hombres no lloran (1973)
- Masajista de señoras (1973)
- Misión suicida (1973)
- Cinco mil dólares de recompensa (1974)
- Mi amorcito de Suecia (1974)
- Leyendas macabras de la colonia (1974)
- Las momias de San Ángel (1975)
- Las modelos de desnudos (1983)
- El padre Trampitas (1984)
- Escuela de placer (1984)
- Febbre d'amore (Fiebre de amor), regia di René Cardona Jr. (1985)
- Apuesta contra la muerte (1989)
- La Chilindrina en apuros (1994)
- Pánico en el paraíso (1994)
- Reclusorio (1997)
- El señor de los cielos II (1998)
- El señor de los cielos III (1998)
- Asesina (1999)
- V.I.H.: El muro del silencio (2000)
- El hijo de la tiznada (2001)
- Boda fatal (2001)
- La hacienda del terror (2005)
- Se les peló Baltazar (2006)
- Lorena (2006)
- Cartas a Elena (2011)
- Amor de mis amores, regia di Manolo Caro (2014)
- Un sentimiento honesto en el calabozo del olvido (2017)
- Más sabe el diablo por viejo (2018)

### Televisione
- Cumbres Borrascosas - telenovela (1964)
- Estafa de amor - telenovela (1968)
- El diario de una señorita decente - telenovela (1969)
- Las fieras - telenovela (1972)
- El manantial del milagro - telenovela (1974)
- Ardiente secreto - telenovela (1978)
- El enemigo - telenovela (1979)
- Dulce desafío - telenovela (1988-1989)
- Morir para vivir - telenovela (1989)
- Mi pequeña traviesa - telenovela (1997-1998)
- Libera di amare (El privilegio de amar) - telenovela (1998-1999)
- La casa en la playa - telenovela (2000)
- Amigas y rivales - telenovela (2001)
- Mujer, casos de la vida real - serie TV, 6 episodi (2001-2004)
- Velo de novia - telenovela (2003-2004)
- Rubí - telenovela (2004)
- Muchachitas como tú - telenovela (2007)
- Alma de hierro - telenovela (2008-2009)
- La rosa de Guadalupe - serie TV, 3 episodi (2008-2012)
- Mujeres asesinas - serie TV, 1 episodio (2009)
- Como dice el dicho - serie TV, 1 episodio (2011)
- Niña de mi corazón - telenovela (2010)
- Dos hogares - telenovela (2011-2012)
- Mentir para vivir - telenovela (2013)
- Qué pobres tan ricos - telenovela (2013-2014)
- Amores con trampa - telenovela (2015)
- Sueño de amor - telenovela (2016)
- Los güeros también somos nacos - telenovela (2016-2017)
- Silvia Pinal, frente a ti - telenovela (2019)
- La mexicana y el güero - telenovela (2020)

## Riconoscimenti
- Premio "Diosas de Plata"
  - 1987 – Miglior attrice protagonista per Febbre d'amore[19]
- Premio ACE
  - 2012 – Miglior duetto femminile per Cartas a Elena[20]